# Nobuyoshi Ino
Nobuyoshi Ino (jap. 井野 信義; * 1950 in Tokio, Japan) ist ein japanischer Jazz-Bassist.
Ino nahm in seiner Highschool-Zeit Kontrabassunterricht und begann seine Karriere als Mitglied einer Rhythm-and-Blues-Band. Er nahm dann mit japanischen Musikern wie Isao Suzuki, Kazumi Watanabe und Aki Takase auf und gehörte zu den Gruppen von Masayuki Takayanagi. 1980 nahm er mit dessen New Direction for the Arts am Moers New Jazz Festival teil und wurde Mitglied der Gruppe Elvin Jones 5.
Seit 1983 trat er regelmäßig bei Festivals in Europa auf. 1984 unternahm er eine Osteuropa-Tournee mit Aki Takase, im Folgejahr trat er beim Frankfurt Jazz Festival mit Lester Bowie auf, mit dem er zuvor in Japan aufgenommen hatte. Mit Kazutoki Umezu ging er 1990 auf Australien-Tournee.
1991 wurde er Mitglied des Berlin Contemporary Jazz Orchestra, das er während einer Japantournee 1995 leitete. 1998 gründete er mit Ichiko Hashimoto und Atsuo Fujimoto die Gruppe The Trio, mit der er mehrere Alben aufnahm. 2006 folgte das Projekt Ub-X.

## Diskographische Hinweise
- Mountain mit Dave Liebman, Kazumi Watanabe, Hideo Yamaki, 1981
- Duet mit Lester Bowie, 1985
- Live in Japan '96 mit dem Berlin Contemporary Jazz Orchestra: Marc Boukouya, Axel Dörner, Gerd Dudek, Walter Gauchel, Eiichi Hayashi, Thomas Heberer, Issei Igarashi, Hiroaki Katayama, Paul Lovens, Henry Lowther, Rudi Mahall, Evan Parker, Paul Rutherford, Haruki Sato, Aki Takase, Alexander von Schlippenbach, Wolter Wierbos, 1996